# Coelioxys tiburonensis
Coelioxys tiburonensis là một loài Hymenoptera trong họ Megachilidae. Loài này được Cockerell mô tả khoa học năm 1924.